# FrameNet
FrameNet je výzkumný a vývojový projekt založený Charlesem J. Fillmorevem roce 1997 na Mezinárodním institutu počítačových věd (International Computer Science Institute –⁠ ICSI) v Berkeley v Kalifornii, který vytvořil elektronický zdroj založený na teorii významu zvané sémantika rámců.
Data, která FrameNet analyzoval, ukazují, že věta "John prodal auto Mary" v podstatě popisuje stejnou základní situaci (sémantický rámec) jako "Mary koupila auto od Johna", jen z jiného úhlu pohledu. Sémantický rámec je pojmová struktura popisující událost, vztah nebo objekt spolu s jeho účastníky. Lexikální databáze FrameNet obsahuje více než 1 200 sémantických rámců, 13 000 lexikálních jednotek (spojení slova s významem; víceslovná slova jsou zastoupena několika lexikálními jednotkami) a 202 000 příkladových vět. Teorie rámcové sémantiky a síť FrameNet měla vliv na lingvistiku a zpracování přirozeného jazyka, kdy pomohly k řešení úlohy automatického označování sémantických rolí.

## Jazyková dostupnost
FrameNet vznikl pro angličtinu, vznikly však další jazykové mutace pro následující jazyky: francouzština, čínština, brazilská portugalština, němčina, španělština, japonština, švédština, korejština. Vznikly i neoficiální FrameNety pro lotyštinu a hebrejštinu. ICSI pracuje na FrameNetu, který by rámcově označoval sémantické významy napříč jazyky.